# Charles Martial Lavigerie
Charles-Martial Allemand-Lavigerie (31 de octubre de 1825, Bayona, Francia - 26 de noviembre de 1892, Argel, Argelia) fue un misionero y cardenal católico francés, fundador de los Misioneros de África (Padres Blancos). 

## Biografía

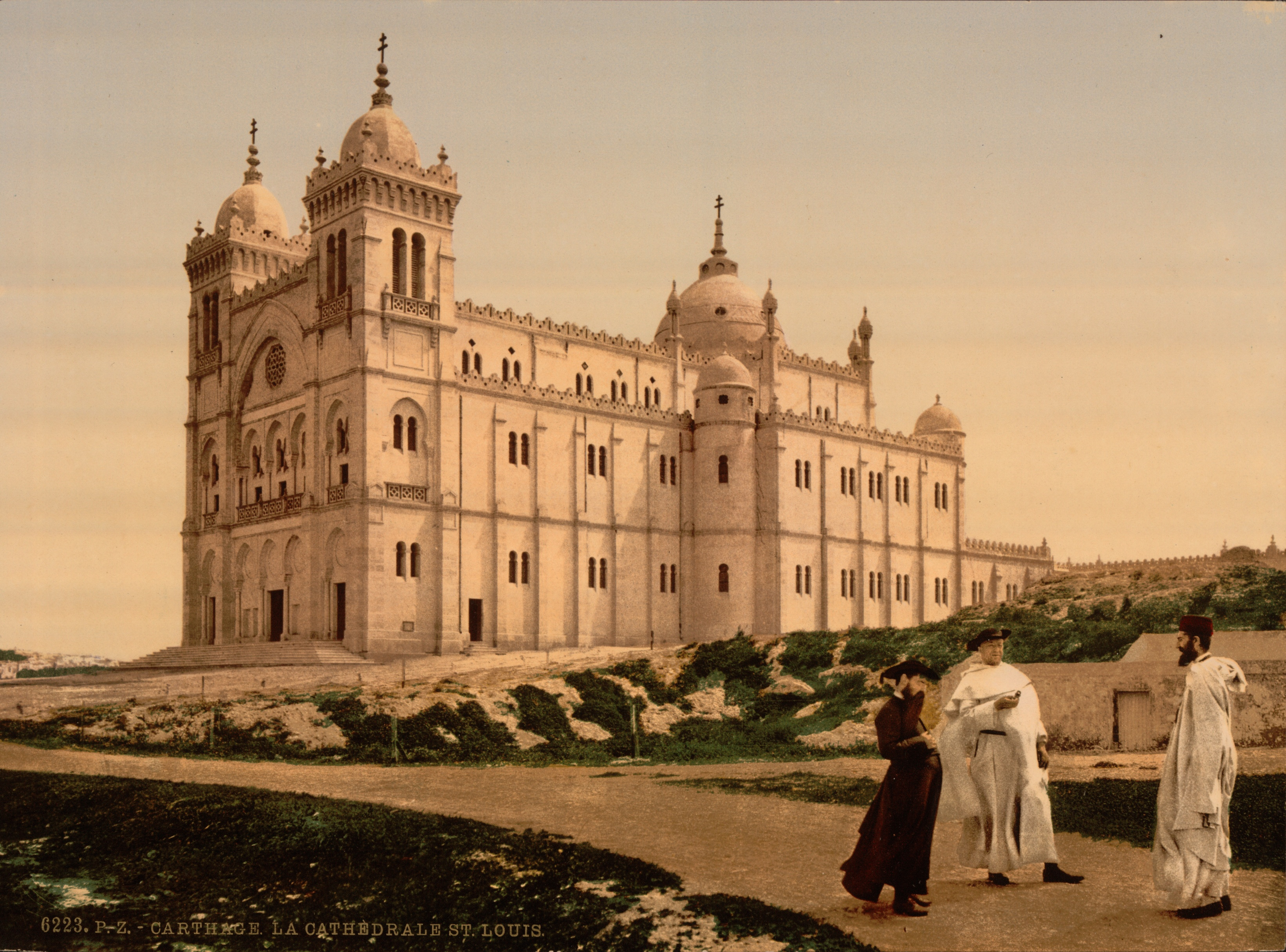
Fotografía de la catedral de Cartago en 1899.

Diplomático en Roma, obispo de Nancy, arzobispo de Argel y de Cartago.
En 1868 con objeto de evangelizar el África subsahariana funda la sociedad de los Misioneros de África, conocida como Padres Blancos, cuyos miembros usan el post-nominal con las iniciales M. Afr.
El papa León XIII lo elevó al rango de cardenal el 27 de marzo de 1882.
Ordenó la construcción de la Catedral de San Luis de Cartago (1884-1890) en honor al rey Luis IX, muerto por culpa de la peste en el año 1270 durante la séptima cruzada mientras asediaba Cartago. Edificio de estilo neobizantino-

## Antiesclavista
En París, en 1888 el cardenal Lavigerie, jefe de la Iglesia católica en África, lanza una campaña antiesclavista. Alertado por sus misioneros reclama una intervención europea para poner fin al tráfico de esclavos. Consideraba como:

«...Lo que ocurría en América no era nada comparado con las atrocidades perpretadas en África. Cuatrocientos mil hombres al año son víctimas de aquello...»
Jean Sévillia Histoire Thématique, noviembre-diciembre de 2002

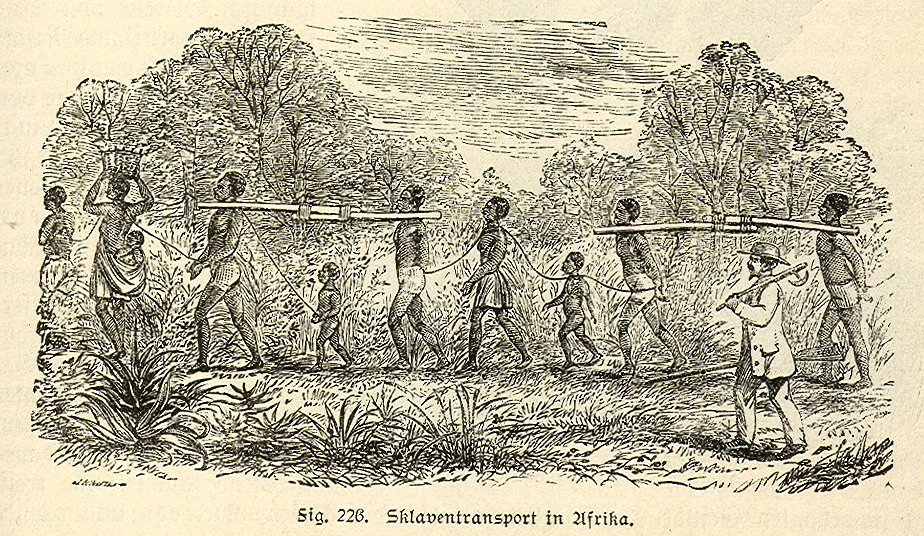
Caravana de esclavos.

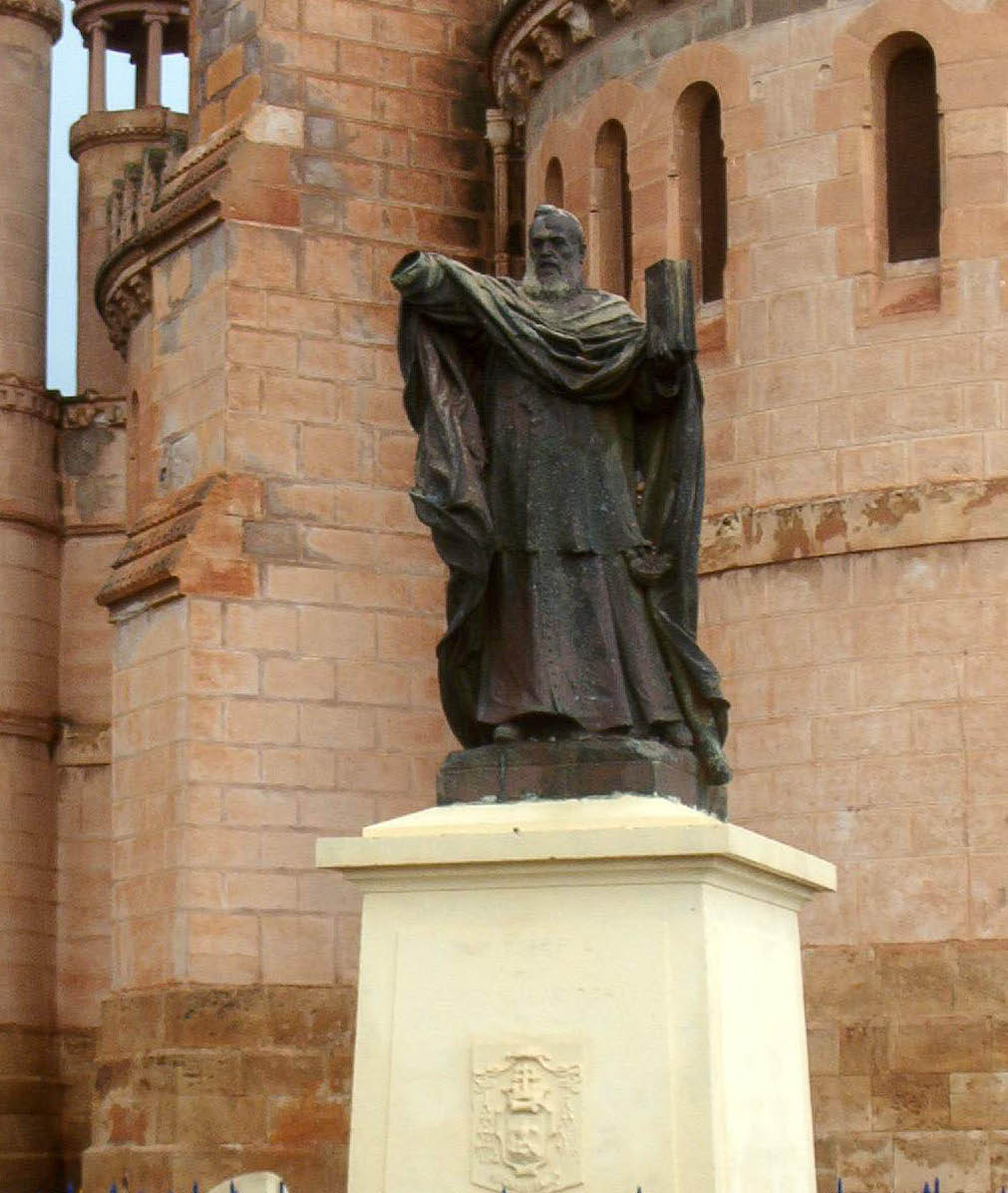
Estatua en memoria de monseñor Lavigerie, en Argel.

La trata de esclavos en África le llevó a emprender una vasta campaña y tras fundar con el Papa una liga antiesclavista, el cardenal realiza una gira de conferencias contra la esclavitud de 1888 a 1889 en Europa. Dijo en París: "Para salvar el interior de África hay que provocar la ira del mundo".
En esa época dos millones de seres humanos desaparecían cada año, es decir, cinco mil negros eran asesinados, raptados o vendidos cada día, lo que significaba la destrucción de todo un continente. Solo llegaba a su destino un tercio del cargamento humano.
Entre quienes escucharon su prédica se encontró María Teresa Ledóchowska, quien se adhirió incondicionalmente a la causa antiesclavista. Ella sería fundadora de la congregación de las «Hermanas Misioneras de San Pedro Claver», a imitación de Pedro Claver, el «esclavo de los esclavos». María Teresa fue beatificada en 1975.
La llamada de Charles Lavigerie fue acogida por el rey de los belgas Leopoldo II quien el 18 de noviembre de 1889 recibió en Bruselas a los representantes de dieciséis gobiernos para determinar las medidas a adoptar con vistas a reprimir la trata de esclavos resultante de la colonización y del reparto de África, trata que no había disminuido su intensidad a pesar de la Conferencia de Berlín de 1884.

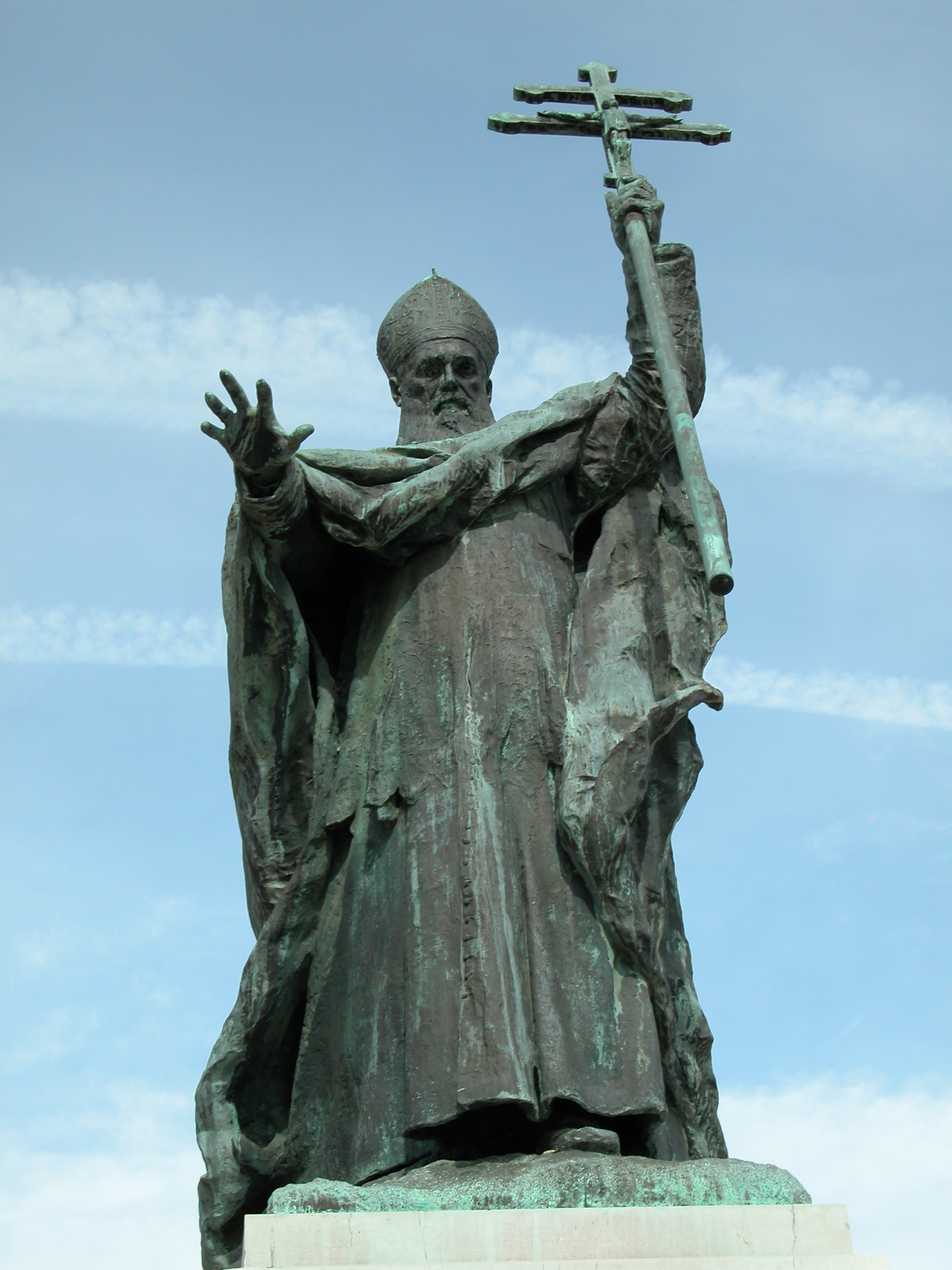
Alexandre Falguière, Monumento al cardenal Lavigerie en Bayona (détalle).

## Muerte
Murió el 26 de noviembre de 1892, a la una de la madrugada, en Argel. Su cuerpo fue llevado a Túnez y colocado en la bóveda preparada para él en la cripta de la Catedral Metropolitana de Cartago en Byrsa Hill el 8 de diciembre. En 1964, cuando la catedral pasó a ser propiedad del gobierno, sus restos fueron trasladados a Roma y enterrados en la cripta de la capilla de la Sociedad de Misioneros de la Curia General de África.